# Lada Priora

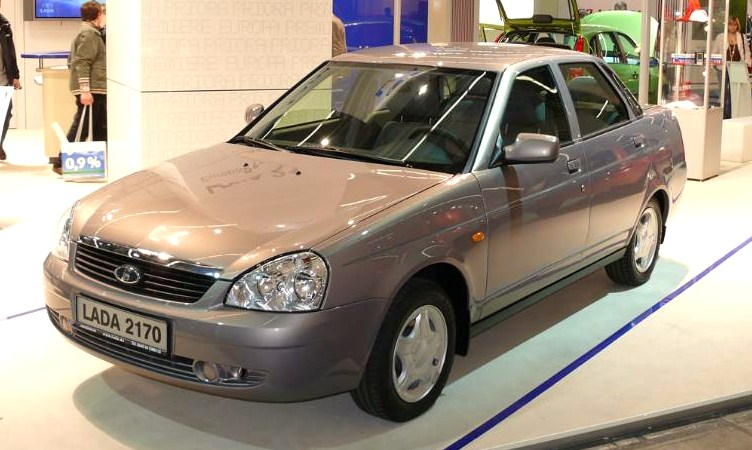
Lada Priora 2170

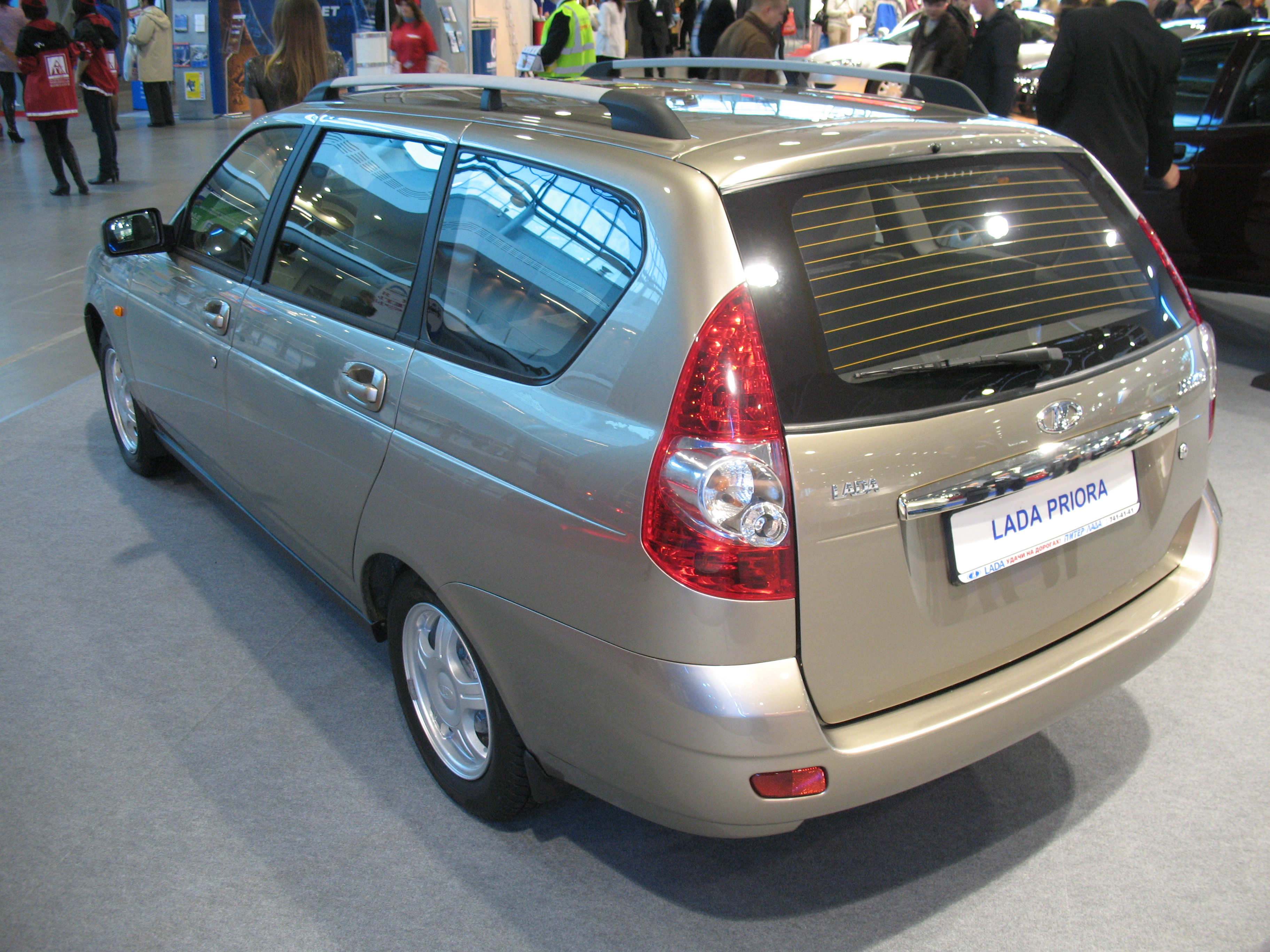
Lada Priora kombi (2171)

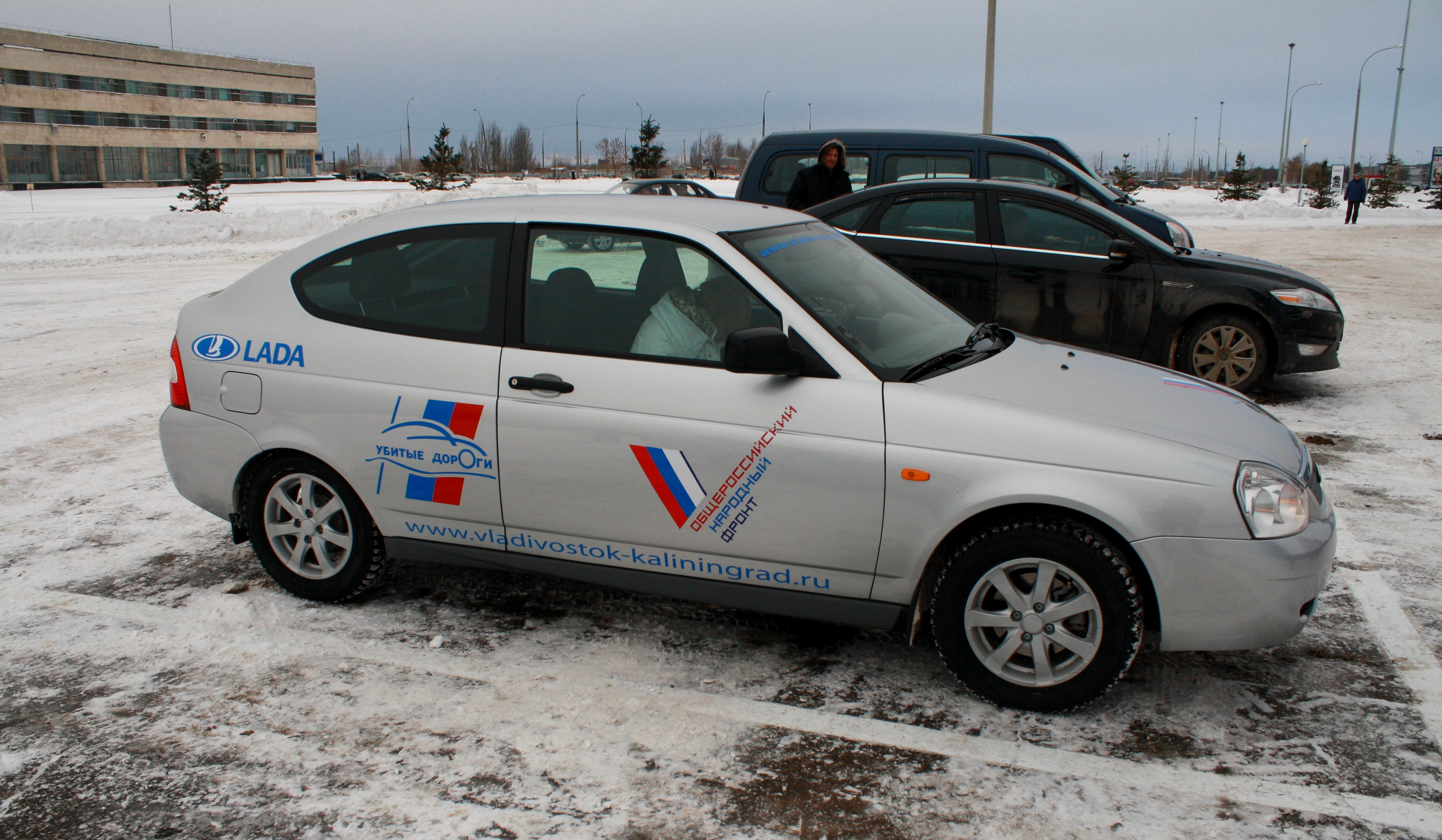
Lada Priora coupé

Lada Priora är en personbil från ryska biltillverkaren Lada. Bilen introducerades 2007 och är en vidareutveckling av Lada 110 med betydligt modernare och rundare design. Efterträdaren Lada Vesta introducerades 2015 men Priora fortsatte tillverkas till 2018.
LADA Sport tävlade med Lada Priora i World Touring Car Championship under senare delen av säsongen 2009. Tidigare under säsongen användes Lada 110.

## Varianter
- VAZ-2170 - sedan
- VAZ-2171 - kombi
- VAZ-2172 - 5-dörrars halvkombi

En coupémodell har också visats och produktionen av den började i mindre skala under början av 2010. Ett fåtal Lada Priora Premier, en något förlängd version av sedanmodellen, har också tillverkats.
Priora är standardutrustad med krockkudde och servostyrning. Priora kan extrautrustas med bland annat passagerarkrockkudde, ABS, luftkonditionering. Dock finns ej automatisk växellåda eller ESP.